# قلعة غوتورف
قلعة غوتورف (بالألمانية: Schloss Gottorf، وبالدنماركية: Gottorp Slot؛ وبالألمانية الدنيا: Slott Gottorp)؛ أو قلعة غوتورب، هي قلعة وعقار واقعة في مدينة شليسفيغ بولاية شلسفيغ هولشتاين الألمانية، وهي واحدة من أهم المباني المدنية في الولاية، وقد أعيد بناؤها وتوسيعها عدة مرات على مدار تاريخها الذي يزيد عن ثمانمائة عام، وتغيرت من قلعة في العصور الوسطى إلى حصن خلال عصر النهضة ومن ثَّم إلى قصر على الطراز الباروكي.
اعتبرت القلعة الموطن الأصلي لفرع هولشتاين-غوتورب من آل أولدنبورغ، والذي نشأ عنها في القرن الثامن عشر ومن بين أمور أخرى، أربعة ملوك سويديين والعديد من الأباطرة الروس، تقع بالتحديد على جزيرة في شلي على بعد حوالي 40 كم من بحر البلطيق.

## تاريخ
تم تأسيسها لأول مرة كعقار في عام 1161 كمقر إقامة لأوكو أسقف شليسفيغ عندما تم تدمير مسكنه السابق، استحوذ عليها دوق شليسفيغ الدنماركي من خلال عملية شراء في عام 1268، وفي عام 1340 تم نقل حيازته إلى كونت هولشتاين في رندسبورغ من أسرة شاونبورغ، لاحقًا ومن خلال الميراث الأنثوي، أصبح القصر من نصيب كريستيان الأول ملك الدنمارك، وكان أول ملك دنماركي من أسرة أولدنبورغ في عام 1459.
تم توسيع الجزيرة وإصلاحها على مر السنين، وخاصة خلال القرن السادس عشر عندما جعلها فريديريك الأول الابن الأصغر لكريستيان الأول، مقر إقامته الرئيسي قبل ارتقاءه إلى سدة الحكم، وفي عام 1544 تم تقسيم دوقيتي شليسفيغ وهولشتاين إلى ثلاثة أجزاء بين أبنائه، حصل ابنه الثالث أدولف على أحد هذه الأجزاء وجعل مقر إقامته في غوتورب، أصبحت هذه المنطقة تُعرف باسم دوقية شلسفيغ-هولشتاين-غوتورب.
أصبحت هذه المنطقة مركزًا ثقافيًا أوروبيًا خلال عهد فريدرش الثالث دوق هولشتاين-غوتورب (1597-1659)، وتمكن المهندس المعماري السويدي الشهير نيقوديموس تيسين الأصغر (1697-1703)، من بناء وإصلاح القلعة.
بعد أن أُجبرت أسرة غوتورب على الفرار في عام 1702 في طور حرب الشمال العظمى نحو السويد، احتل الدنماركيون القصر الذي سقط في حالة من الإهمال والخراب، ومع عام 1713 خلال عهد فريدريك الرابع ملك الدنمارك والنرويج تم نقل قطع الأثاث والفنون والديكورات الداخلية الأخرى تدريجيًا من القصر نحو الدنمارك، مع القرن التاسع عشر استُخدمت لاحقاً كثكنات دنماركية وبروسية بعد حرب شلسفيغ الثانية، وخلال الحرب العالمية الثانية تم استخدام العقار كمخيم للنازحين من الأراضي الشرقية السابقة لألمانيا.
منذ عام 1947 تم تجديد القصر وترميمه من خلال سلسلة من المبادرات التي أصبحت مكتملاً في عام 1996، القصر الآن مملوك لمؤسسة ولاية شلسفيغ-هولشتاين ويضم متحف الدولة للفنون والتاريخ الثقافي ومتحف الدولة للآثار.